# 広島大学附属幼稚園
広島大学附属幼稚園（ひろしまだいがくふぞくようちえん, Kindergarten Attached to Hiroshima University）は、広島県東広島市鏡山北にある国立幼稚園。広島大学の附属学校。
広島大学教育学部の幼稚園免許取得希望者の教育実習園となっている。

## 概要
- 教育目標 - 豊かな自然や友だちとかかわりながら一人一人がその子らしさを発揮し共に育ち合う生活を通して心豊かにたくましく生きる力を育む
- 園章 - 八稜鏡[1]を背景に、植物の絵と「幼」の文字を配している。
- 保育年数 - 3カ年（3歳児（年少）、4歳児（年中）、5歳時（年長））- 名称は「ほし組」、「うみ組」、「そら組」
- 園児募集 - 毎年12月に募集を行い、抽選を行っている。
- 同窓会・後援会等 - 木イチゴの会（PTA、保護者会）、ゆうゆうの会（後援会・同窓会）、FCの会（父親の会、Father's Club）

## 沿革
- 1966年（昭和41年）
  - 4月 - 広島大学教育学部附属幼年教育研究施設の創設に伴い、その研究園として広島大学教育学部附属幼稚園（2年保育課程）が創設。
  - 5月 - 開園・入園式を挙行。
    - 仮園舎 - 広島市中区千田町2丁目、旧山中高等女学校・山中記念館
    - 初代園長 - 教育学部長が併任。
- 1967年（昭和42年）
  - 4月 - 広島市中区千田町二丁目5-25[2]に、新園舎が完成。1階が附属幼稚園、2階が幼研施設。
  - 7月 - 園児用プールを設置。
- 1978年（昭和53年）6月 - 広島大学附属学校部の創設に伴い、広島大学附属幼稚園と改称。
- 1989年（平成元年）
  - 4月 - 東広島新キャンパスへ附属幼稚園を移転するため、広島市地域での園児募集を停止。
  - 12月 - 平成2年度入園予定の4歳児を東広島市全域から募集。
- 1990年（平成2年）
  - 3月 - 東広島市西条町大字下見に新園舎が完成し、移転。
  - 12月 - 平成3年度入園予定の4歳児募集区域を当初の東広島市全域に加えて黒瀬町にまで拡大。
- 1993年（平成5年）4月 - 3歳児学級を開設。
- 2004年（平成16年）4月 - 広島大学が国立大学法人化される。
- 2006年（平成18年） 3月 - 創立40周年記念行事を行い、記念誌「附幼40年のあゆみ」を刊行。

## 行事
3学期制をとっている。

### 1学期
- 4月 - 初めの日の集い（始業式）、入園式、創立記念日、木いちごの会（保護者会）臨時総会
- 5月 - 子どもの日の集い、家庭訪問、母の日の集い、木いちごの会総会、歓迎遠足
- 6月 - タマネギ収穫、家族で遊ぶ日、サツマイモ苗植え、教育実習
- 7月 - ジャガイモ掘り、七夕祭り、カレーパーティー、終わりの日の集い（終業式）
- 8月 - 夕涼み会（ゆうゆうの会（同窓会））

### 2学期
- 9月 - 始めの日の集い、お泊り保育（年長組）
- 10月 - 運動会、サツマイモ掘り、木いちごの会バザー
- 11月 - タマネギ苗植え、動物園遠足、おにぎりパーティー、落葉焚き（やきいも大会）
- 12月 - 餅つき、終わりの日の集い

### 3学期
- 1月 - 始めの日の集い、凧あげ大会、新春音楽会
- 2月 - 木いちごの会講演会、ジャガイモ植え
- 3月 - ひな祭り、お別れ遠足、卒園式、終わりの日の集い

## 関連校
- 広島大学東広島キャンパス（北緯34度24分0.4秒 東経132度42分48.8秒 / 北緯34.400111度 東経132.713556度）
  - 広島大学附属幼稚園（北緯34度24分24.4秒 東経132度43分23.1秒 / 北緯34.406778度 東経132.723083度）
  - 広島大学附属小学校（北緯34度22分17.4秒 東経132度27分56.6秒 / 北緯34.371500度 東経132.465722度）
  - 広島大学附属中学校・高等学校（北緯34度22分18.5秒 東経132度27分56.9秒 / 北緯34.371806度 東経132.465806度）
  - 広島大学附属東雲小学校・中学校（北緯34度22分49.9秒 東経132度29分46.0秒 / 北緯34.380528度 東経132.496111度）
  - 広島大学附属三原幼稚園・小学校・中学校（北緯34度24分10.9秒 東経133度4分54.8秒 / 北緯34.403028度 東経133.081889度）
  - 広島大学附属福山中学校・高等学校（北緯34度30分12.2秒 東経133度24分42.1秒 / 北緯34.503389度 東経133.411694度）